# 帕雷峽谷
帕雷峽谷（Parley's Canyon）是美國猶他州的一個峽谷，位於州內80號公路上，是一個比較寬而且平坦的峽谷。谷底曾是過去80號公路的舊道路，比較顛簸。約有六個車道寬的舊公路曾是猶他州主要的跨州公路。帕雷峽谷的範圍是從鹽湖城邊215號公路與80號公路相會之處開始，一直到215號公路展開進入Snyderville盆地為止，也就是到帕克市（Park City）為止。
在帕克市郊可看到帕雷峽谷的風貌，它曾是2002年冬季奧林匹克運動會的比賽指定地，目前在Kimball鎮上有大型的購物區，帕雷峽谷的高處是山頂公園市（Summit Park）的一部份，也是人口普查系統（Summit Park census-designated place ；CDP）的範圍。不過這一區經常被簡稱為帕雷山頂、或是傑瑞米牧場區（Jeremy Ranch）。